# Пулар (вулкан)
Пулар — массивный стратовулкан, расположенный в регионе Антофагаста на севере Чили, примерно в 15 км к западу от границы с Аргентиной, которая в этом районе представляет собой прямую линию между вершинами вулкана Сокомпа и Серро-дель-Ринкон. Пулар вместе с Серро-Пахоналес образует высокий вулканический хребет, который проходит в основном с северо-востока на юго-запад на протяжении 12 км. Южнее, в том же направлении, что и хребет, лежит вулкан Сокомпа. Гребень хребта образует водораздел между бассейнами Салар-де-Атакама и Салар-де-Пулар. Последний представляет собой чашевидный бассейн, окруженный с востока вулканом Аракар.
На языке кунса Пулар означает «Бровь».

## Геология и геоморфология
Анды на севере Чили образованы рядом вулканов, некоторые из которых достигают высоты 6000 м. Зимой они покрыты снегом, но климат региона засушливый, и в летние месяцы снег исчезает; только на некоторых высоких вершинах, таких как Охос-дель-Саладо и Льюльяйльяко, остаётся лед. Однако следы прошлого оледенения встречаются и на других вулканах. 
Вулканический массив Пайоналес-Пулар сложен андезитовыми и дацитовыми породами  и занимает площадь 300 кв. км на нарушенных разломами миоценовых отложениях. Массив состоит из двух групп вулканов: сильно эродированной части, состоящей из Пайоналеса и собственно Пулара  и более молодой части, состоящей из вулканических куполов. Эти купола достигают высоты 800–1000 м и один из них лежит на ледниковой морене. Породам более старого блока 3,9 миллиона лет, а возраст одного из куполов — 1,8 миллиона лет. 
В дренажной сети Пайоналес-Пулар встречаются многочисленные морены.  В прошлом гора была сильно покрыта льдом, с пятью ледниковыми системами на северо-западе и шестью на юго-восточных склонах. Ледники достигли длины 6 км и образовали морены высотой 5 км. В настоящее время снежное поле занимает один из участков юго-восточных склонов, который раньше был покрыт льдом, а на горе иногда появляются озера, наполненные талой водой .

## Внешние ссылки
- "Cerro Pular, Chile" on Peakbagger